# Strömsta

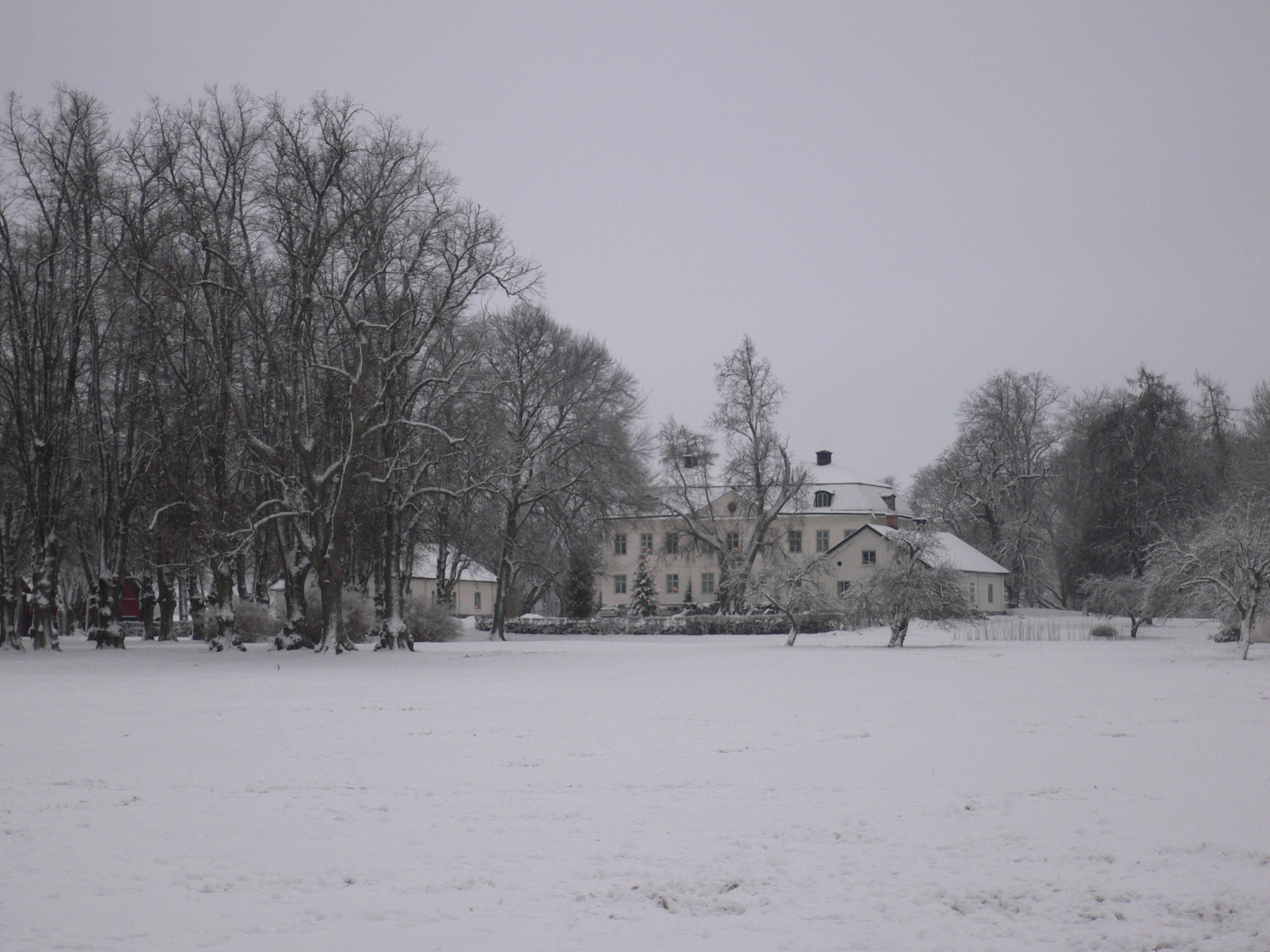
Strömsta i vinterskrud 2006

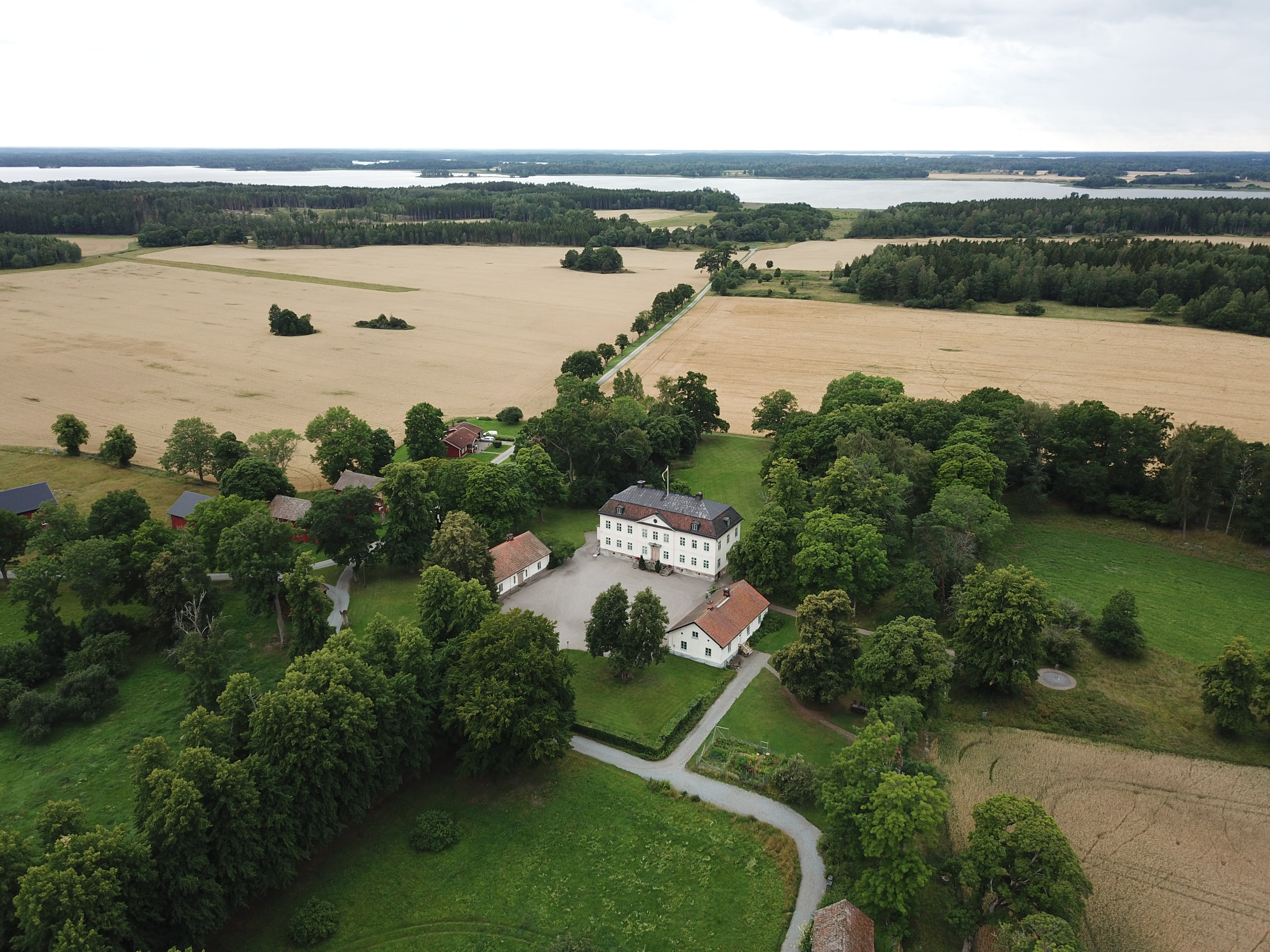
Flygbild över Strömsta 2020

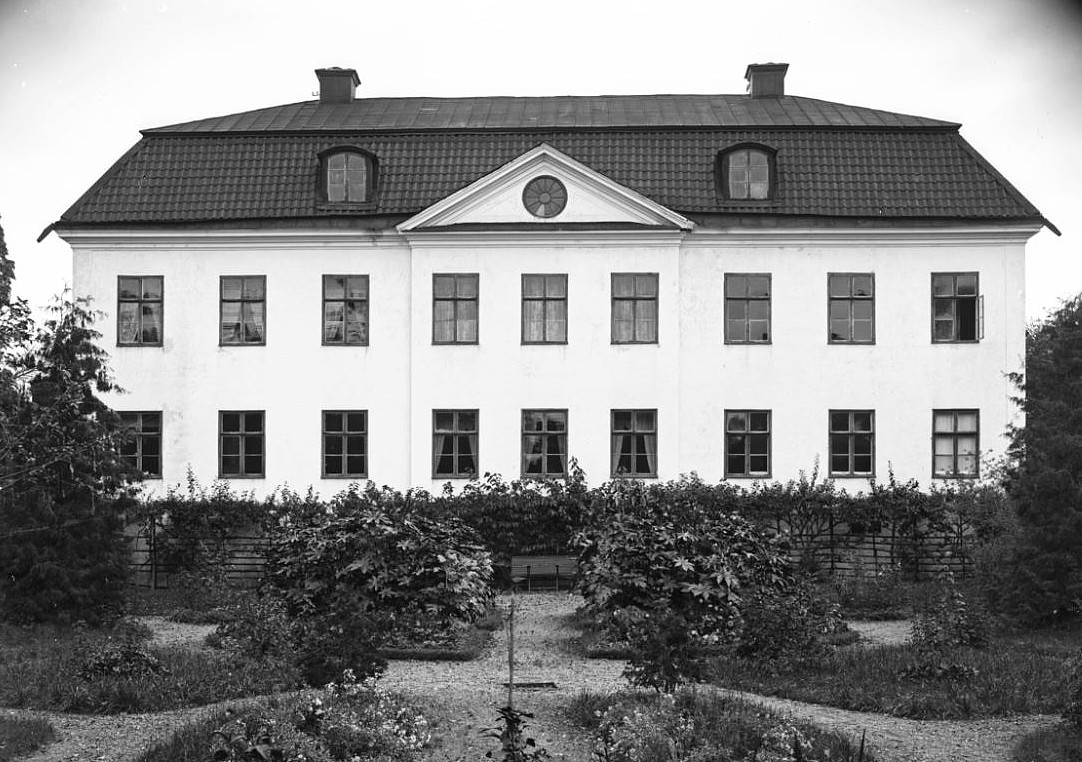
Baksidan på huvudbyggnaden 1905.

Strömsta är en herrgård och ett tidigare säteri i Teda socken, Uppsala län, cirka 10 kilometer sydväst om Enköping.

## Historik

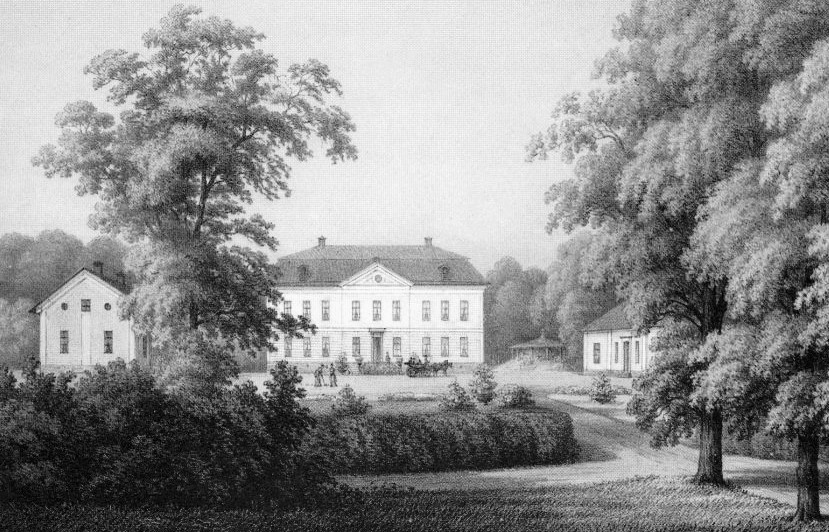
Strömsta på 1870-talet.

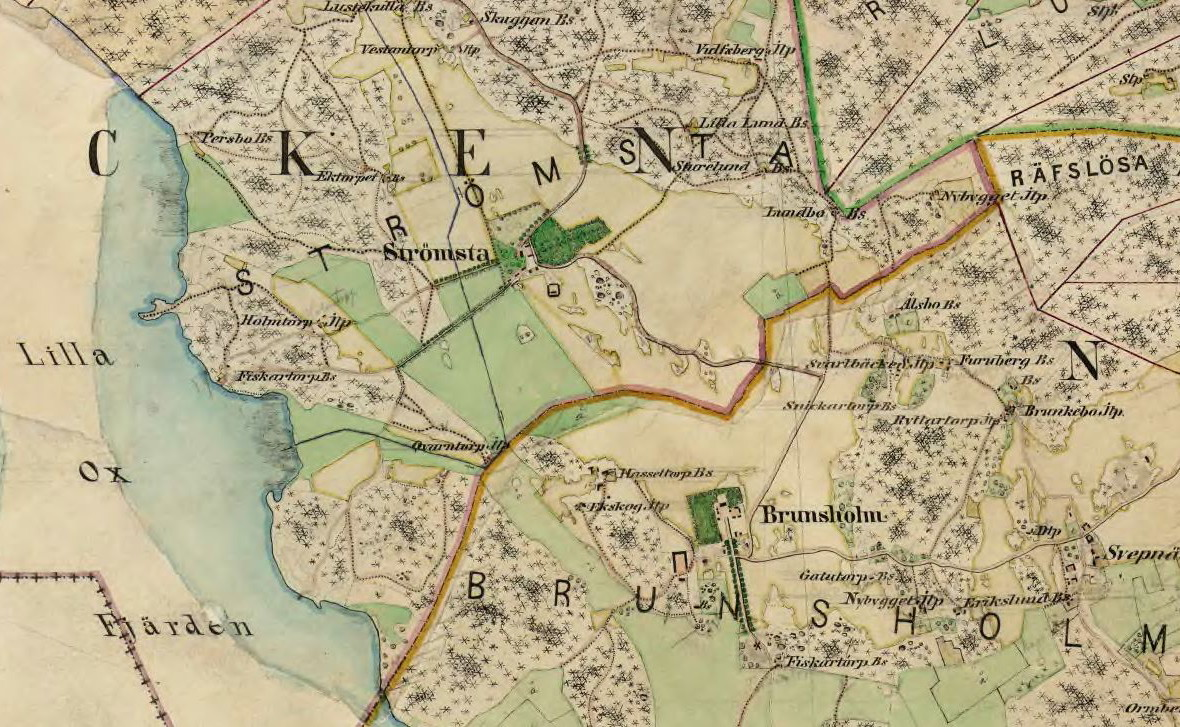
Strömsta 1901.

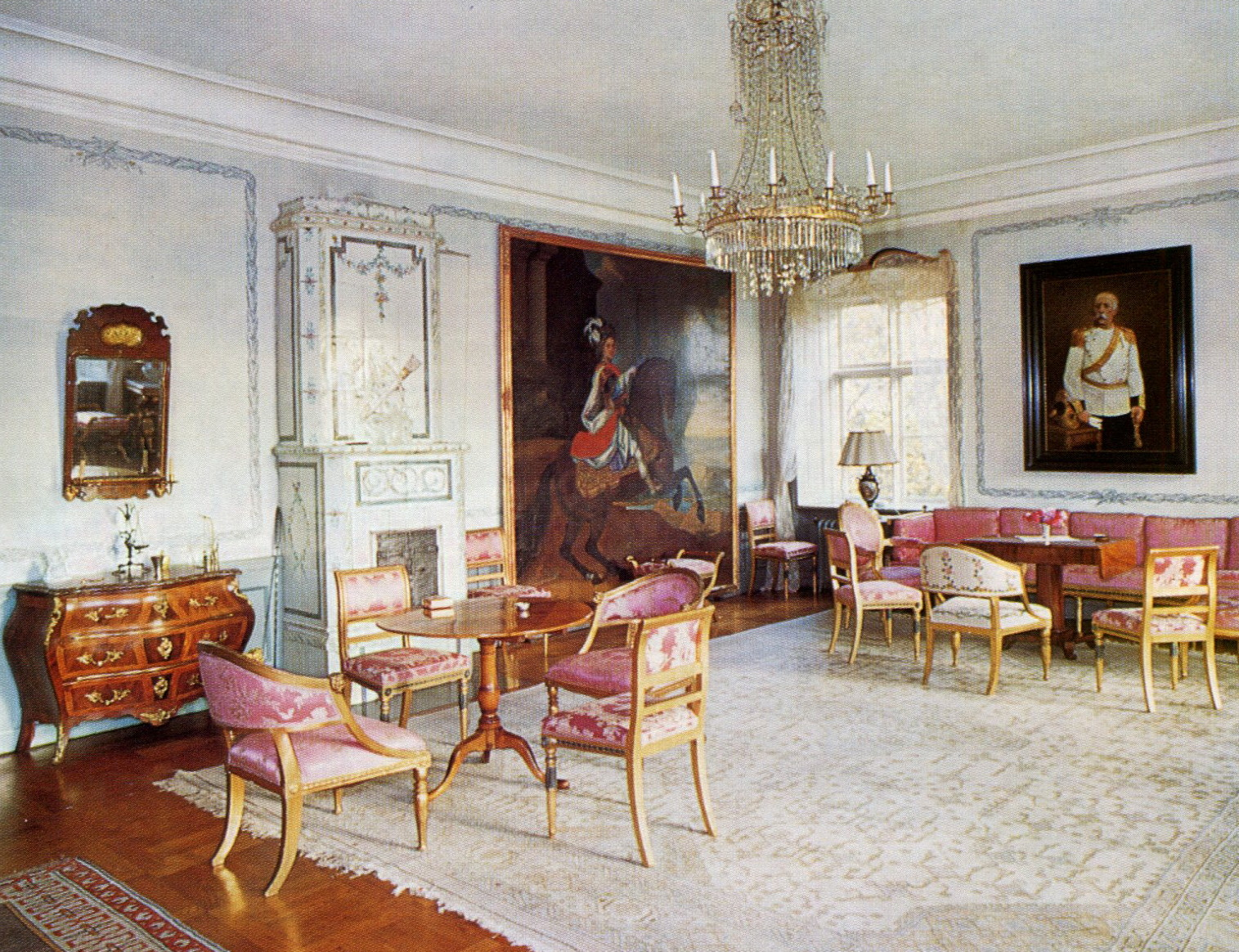
Södra salongen på Strömstas övervåning, 1967.

På 1300-talet omnämns Strömsta första gången som tillhörande Ängsö. Strömstas kända historia går tillbaka till 1380-talet då Birgitta Posse (Porse) fick gården i morgongåva av Arvid Bengtsson (Oxenstierna). Hon var dotter till riksrådet Magnus Pedersson Porse till Fållnäs och Ängsö. År 1589 lät Karin Göransdotter (Gyllenstierna) bygga Strömsta till sätesgård. Karin Göransdotter  var mellan 1553 och 1584 gift med Nils Månsson (Natt och Dag) och Strömsta ärvdes sedan från far till son inom ätten Natt och Dag (senare ätten Sture) ända fram till 1833.
Den förste som permanent bosatte sig på Strömsta och utvecklade gårdens jordbruk var friherren Sten Gabriel Sture (1730-1803). Under hans tid uppfördes nuvarande corps de logi med sina två fristående flyglar, troligen efter en sorts mönsterritningar av fortifikationskaptenen Carl Wijnbladh.  Efter Sten Gabriel Stures död  ärvdes gården av sonen, friherre Sten Sture och efter honom av hans änka Charlotta (född Ingelotz) och hans döttrar.
Efter över 250 år i släkten Natt och Dag/Stures ägo såldes egendomen vidare till major Johan Fredrik Norlin. Han hade redan 1810 förvärvat de angränsande gårdarna Brunnsholm och Salta, och ägnade sig framgångsrikt åt att driva sina gods. År 1879 anges att på Strömsta fanns 18 hästar, 16 oxar, 60 kor och 12 ungnöt. Strömsta vandrade sedan på kort tid genom flera händer tills den kom 1922 i familjen Klingbergs ägo genom köp av Erland och Anna Klingberg, ägare till Mackmyra Bruk. Sedan 2019 ägs Strömsta av Erland Klingbergs sonsonson, Carl, gift med Eva (född Synning).

## Verksamhet
På Strömsta bedrivs idag (2023) spannmålsproduktion, skogsbruk, uppfödning av dovhjortar i hägn samt uthyrning av bostäder. Av gårdens 560 hektar utgörs 350 av skog, 200 av åker och vall och 10 av park och impediment.  På gården utövas även jakt på kronhjort, dovhjort och vildsvin.

## Bebyggelsen
Gårdsbebyggelsen når man österifrån via en cirka 170 meter lång, trädplanerad lindallé. Ekonomibyggnaderna ligger söder om huvudbebyggelsen. Den vitputsade huvudbyggnaden är byggd av tegel bränt av lera från de tre dammarna i östra änden av lindallén. De vitputsade flyglarna är byggda av reveterat liggande timmer. Huvudbyggnaden har två våningar under ett valmat och brutet sadeltak med frontespis på båda sidor, den främre med en klocka och den bakre med ett fönster liknande en vagnshjul. Flyglarna har en våning under ett tegeltäckt sadeltak. Arkitekturen motsvarar en typisk svensk herrgård från 1700-talets mitt. Byggåret 1790 är förvånande sent. Troligen uppfördes Strömstas huvudbebyggelse av en konservativ byggmästare efter Carl Wijnbladhs standardritningar. Exteriört liknar mangården Hargs herrgård och även interiört påminner planlösningen om Wijnbladh, inte minst den rundade förstugan.

## Strömstas ägarlängd
- 1380-talet     Morgongåva av Arvid Bengtsson till Birgitta Posse (Porse)
- 1453		Föregåendes arvingar
- 1490-talet	Olof Jonsson
- 1500-talets början Ivar Månsson Örn, g.m. Karin Axelsdotter Tott
- 1540-talet	Änkan, Karin Axelsdotter
- 1558		Hennes son Ivar Ivarsson g.m. Karin Göransdotter Gyllenstierna (tidigare g.m. Nils Natt och Dag)
- 1588		Genom bakarv Karin Göransdotter Gyllenstierna
- 1605		Hennes son Nils Nilsson Natt och Dag, g.m. 1 Anna Gylta, 2 Sigrid Wasa, Erik XIV:s dotter
- 1613		Hans son Ivar Nilsson, g.m Christina Posse
- 1651		Deras son Arvid Ivarsson Natt och Dag, g.m. Märka Kurck
- 1683		Deras son Sten Arvidsson Natt och Dag, g.m. Hedvid Maria Piper
- 1730		Deras son Sten Gabriel Sture, g.m 1 Sophia Löwen, 2 Eleonora Gustava Bonde
- 1803		Hans son i andra giftet Sten Sture, g.m Charlotta Ingelotz
- 1812		Charlotta Ingelotz och Sten Stures döttrar
- 1832		Genom köp Gustaf Sture, bror till Sten Sture
- 1833		Genom köp Johan Fredrik Norlin, g.m. Emerentia Charlotta von Andersson
- 1852		Emerentia Charlotta von Anderssons systerdotters son Fredrik Gripensvärd, g.m. 1 Hilda Gustafva Spens, 2 Clara Lovisa Maria Spens
- 1881		Genom köp G. Tauvon
- 1904		Genom köp Anders Fischer
- 1906		Genom köp W. Didring
- 1918		Genom köp Fredrik Gripensvärd, g.m. Siri Fogelmarck
- 1922		Genom köp Erland Klingberg, g.m. Anna Fogelmarck
- 1938		Deras son Axel Th. Klingberg, g.m. Gertrud Eisman
- 1987	 	Rolf Klingberg, g.m. Christina Stübner

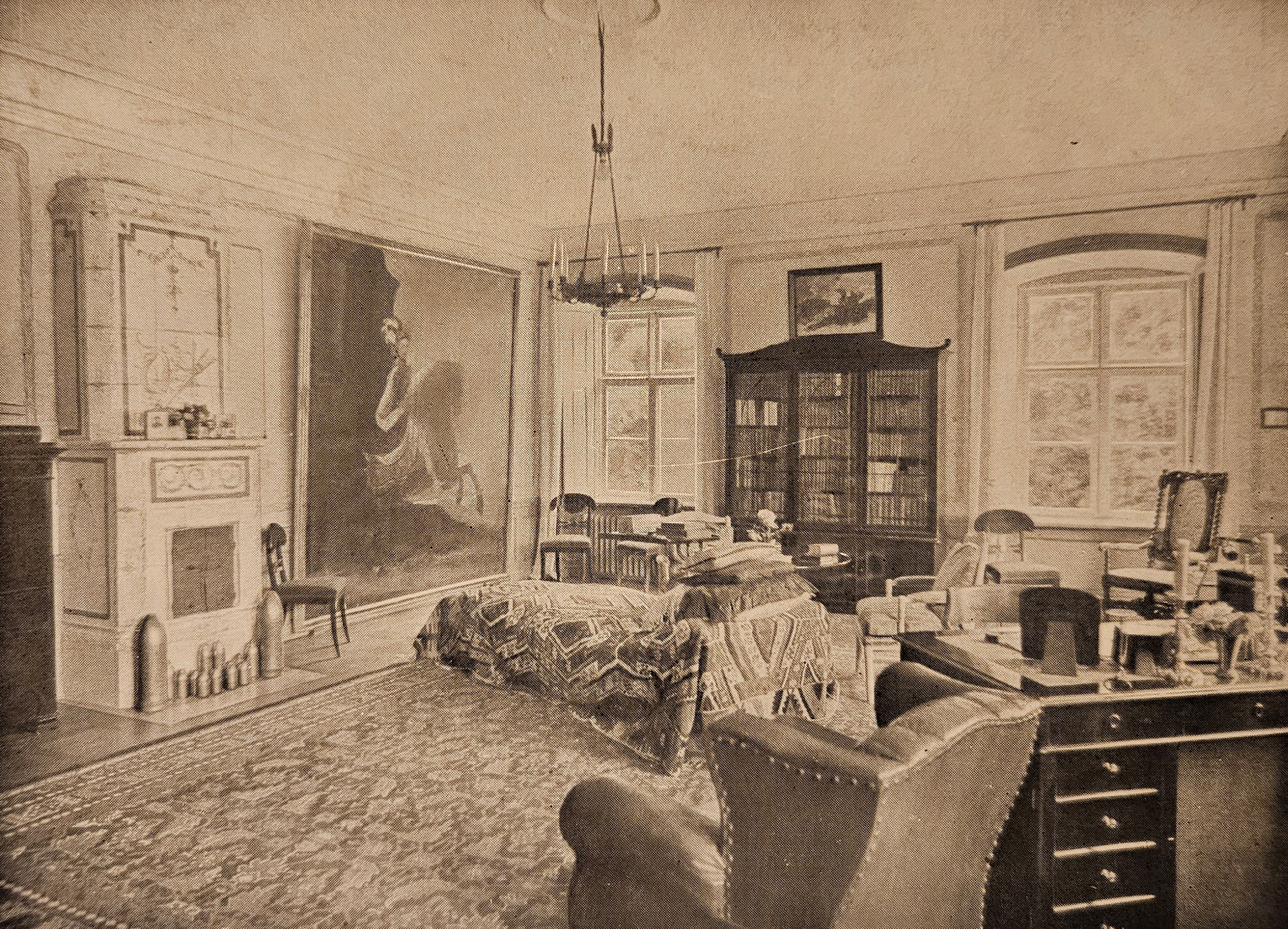
Södra salongen användes 1919 som skrivrum - södra delen

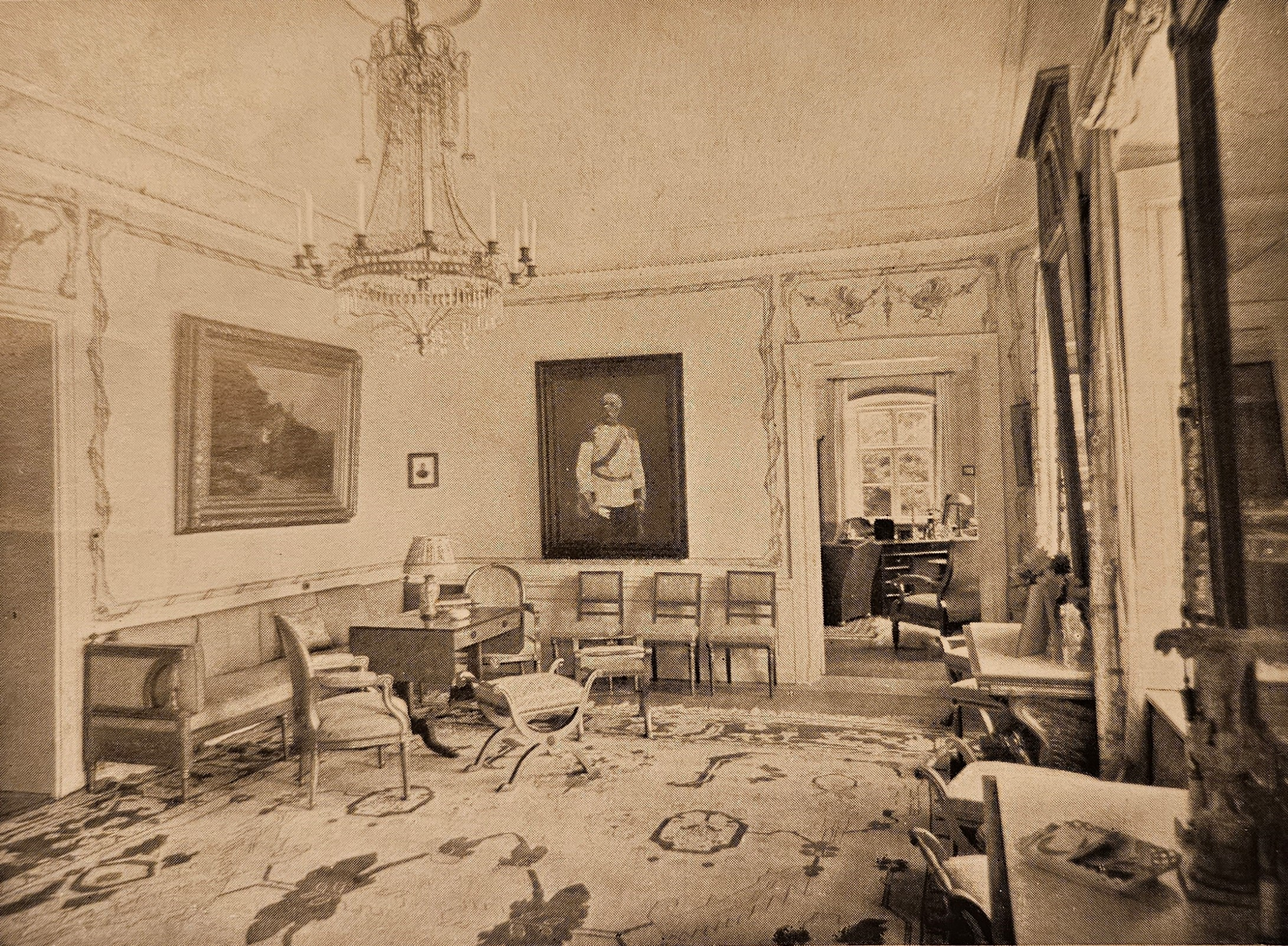
Mittensalongen södra delen 1919

- Södra salongen användes 1919 som skrivrum - södra delenSödra salongen användes 1919 som skrivrum - norra delenMittensalongen södra delen 19192019	 	Carl Klingberg, g.m. Eva Synning

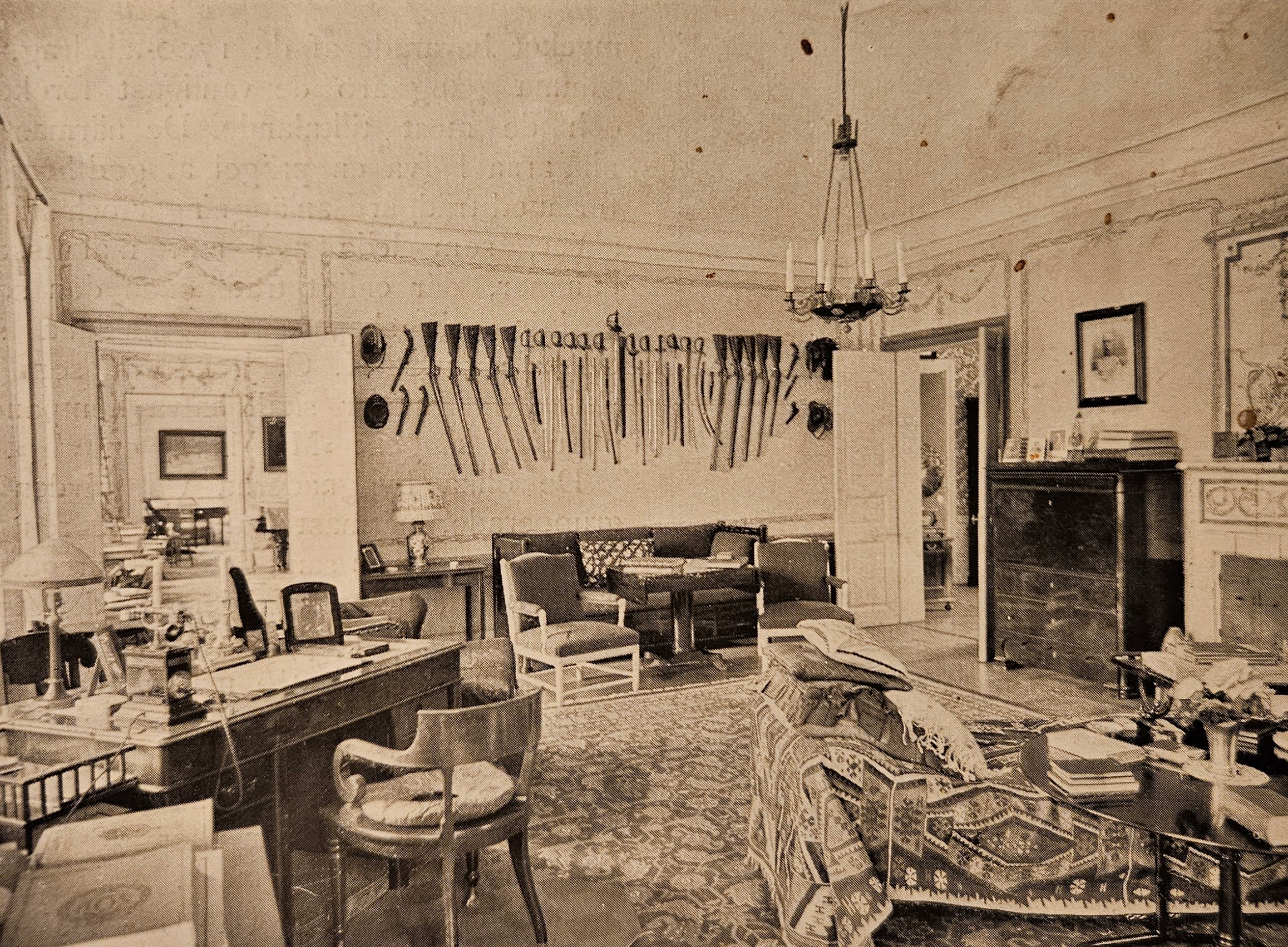
Södra salongen användes 1919 som skrivrum - norra delen

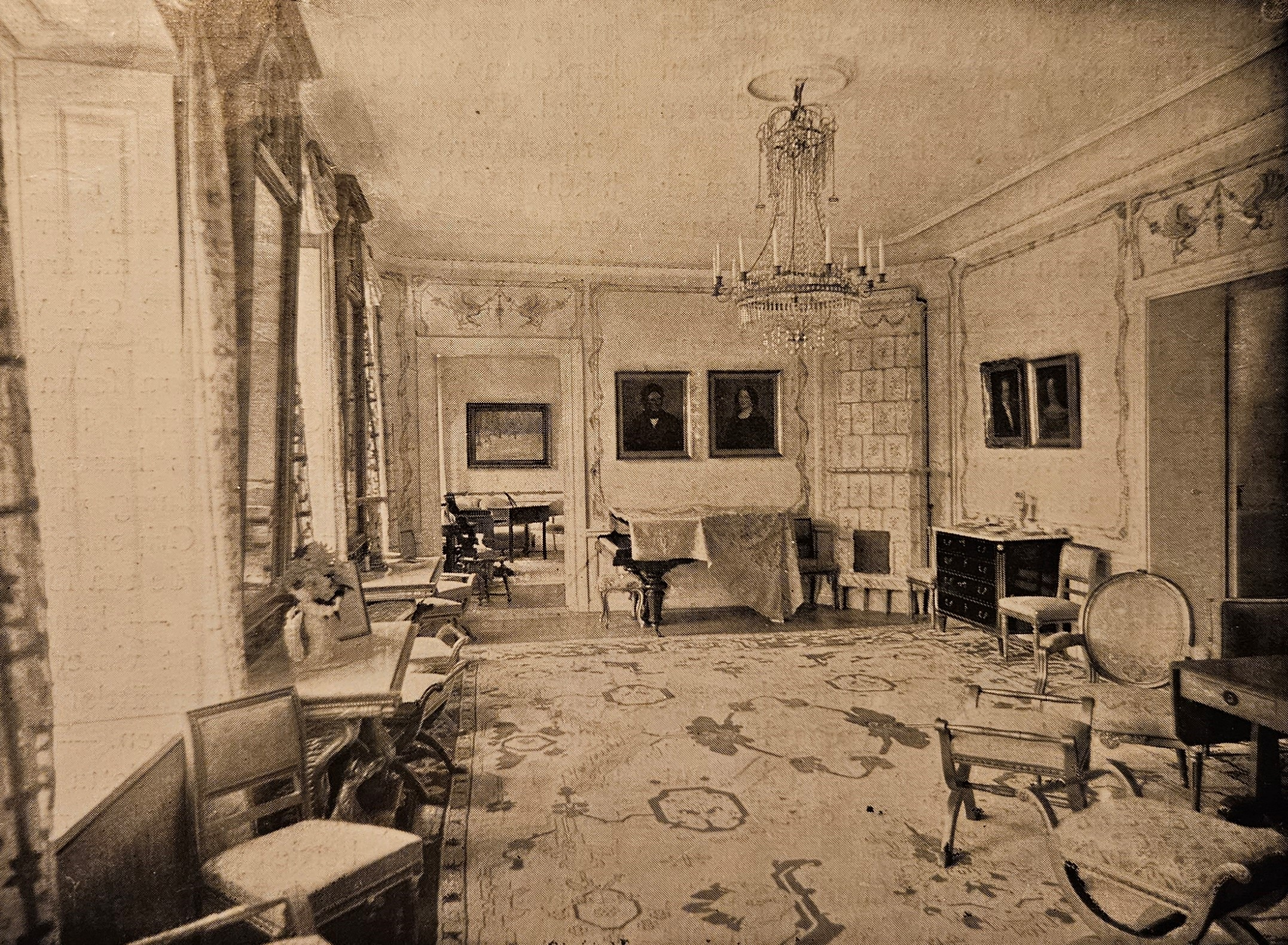
Mittensalongen norra delen 1919